# قائمة الاغتيالات الإسرائيلية
قائمة الاغتيالات الإسرائيلية تالياً قائمة بالاغتيالات التي جرى تنفيذها من قبل عناصر إسرائيلية. القائمة لا تشمل جميع الاغتيالات التي تم تنفيذها، بل تشتمل على أبرزها.

## فترة الخمسينات
- 15 يناير 1950 - علي مصطفى مشرفة هو عالم فيزياء نظرية مصري ويلقب باينشتاين العرب، وحائز على دكتوراه في فلسفة العلوم من كلية كينجز في لندن وحائز على دكتوراه أخرى في العلوم من جامعة لندن، توفي عن عمر ناهز الثانية والخمسين فقط ويتهم جهاز الموساد الإسرائيلي باغتياله.[2]

## فترة السبعينات
- 8 يوليو 1972 - اغتيل غسان كنفاني في بيروت بتفجير سيارته بواسطة عبوة ناسفة من قبل جهاز الموساد الأسرائيلي.
- 16 أكتوبر 1972 - اغتيل وائل عادل زعيتر وهو موظف في السفارة الليبية وممثل منظمة التحرير الفلسطينية من قبل مسلحين عند مدخل شقته في روما.
- 8 ديسمبر 1972 - اغتيل الدكتور محمود همشري وهو ممثل لمنظمة التحرير الفلسطينية في فرنسا حيث تم قتله من خلال إخفاء قنبلة في جهاز الهاتف في باريس.
- 24 يناير 1973 - اغتيل حسين أبو الخير وهو ممثل لمنظمة فتح في قبرص من خلال زرع قنبلة في غرفته في فندق في نيقوسيا.
- 6 أبريل 1973 - اغتيل الدكتور باسل الكبيسي وهو برفسور في القانون في الجامعة الأمريكية في بيروت من قبل مسلحين في باريس.
- 9 أبريل 1973 - أعطى سايرت ماتكال الأوامر لاغتيال الأشخاص التالية أسمائهم وذلك خلال ما سمته إسرائيل عملية ربيع الشباب:
  - محمد يوسف النجار وهو ضابط عمليات في أيلول الأسود وموظف رسمي في منظمة التحرير الفلسطينية.
  - كمال عدوان عضو لجنة مركزية لحركة فتح مسؤول الأرض المحتلة
  - كمال ناصر متحدث رسمي باسم منظمة التحرير الفلسطينية.
- 11 أبريل 1973 - اغتيل زيد مقصي وهو ممثل لفتح في قبرص في غرفة في فندق في أثينا.
- 28 يونيو 1973 - اغتيل محمد بودية وهو ضابط عمليات في منظمة أيلول الأسود حيث تم قتله عن طريق لغم تحت مقعد سيارته في باريس.
- 11 يوليو 1973 - الأمن اللبناني يلقي القبض على شخص ألماني يحمل جواز سفر مزور باسم (اورلخ لوسبرغ) تبين فيما بعد ان اسمه الحقيقي هو داني ياتوم وكان ضمن شبكة كيدون تخطط لاغتيال سعيد السبع [3] في مدينة طرابلس، لبنان
- 21 يوليو 1973 - قتل أحمد بوشيقي وهو نادل بريء تم بالاشتباه به على أنه علي حسن سلامة، على يد قبل مسلح في النرويج (قضية ليلهامر).
- 22 يناير 1979 - اغتيل علي حسن سلامة، وهو قيادي بارز في منظمة التحرير الفلسطينية ومنظمة أيلول الأسود حيث تم قتله عن طريق تفجير سيارة في بيروت.
- 25 يوليو 1979 - اغتيال القائد العسكري الفلسطيني البارز زهير محسن، وهو زعيم منظمة الصاعقة، ورئيس الدائرة العسكرية لمنظمة التحرير الفلسطينية.

## فترة الثمانينيات
- 23 يوليو 1982 - اغتيل فضل الضاني وهو نائب مدير مكتب منظمة التحرير الفلسطينية في باريس[4]
- 9 يونيو 1986 - اغتيل خالد نزال وهو الشخص الأول في الجناح العسكري للجبهة الديمقراطية لتحرير فلسطين، في أثينا في اليونان.
- 14 شباط 1988 اغتيال قادة القطاع الغربي “محمد حسن بحيص” و“باسم سلطان” (حمدي) ومروان كيالي في قبرص.[5]
- 9 من تشرين الأول/أكتوبر 1981 ماجد أبو شرار مسئول الاعلام الفلسطيني الموحد وعضو اللجنة التتنفيذية لمنظمة الحرير الفلسطينية، اغتيل في روما بعد تفجيرِ غرفته في أحد فنادق المدينة على يدِ عملاء الموساد.
- 16 أبريل 1988 - اغتيل خليل الوزير (أبو جهاد) وهو الشخص الثاني بعد ياسر عرفات بهجوم فرقة قوات خاصة إسرائيلية في تونس.

## فترة التسعينيات
- 14 يناير 1991 - صلاح خلف في تونس.
- 14 يناير 1991 - هايل عبد الحميد في تونس.
- 14 يناير 1991 - أبو محمد العمري في تونس.
- 16 يناير 1992 - عباس الموسوي وهو أمين عام حزب الله حيث اغتيل في سيارة في موكب في لبنان من خلال صواريخ أطلقت من طائرتين مروحيتين إسرائيليتين.
- 8 يونيو 1992 - عاطف بسيسو في فرنسا.
- 24 نوفمبر 1993 - عماد عقل قائد في كتائب القسام المؤسس، الجناح العسكري لحركة المقاومة الإسلامية (حماس).
- 30 يونيو 1995 - وفاة سعيد السبع بعد ظهور عوارض غريبة على جسمه الاحتمال الأكبر انه تعرض لعملية تسميم كما حدث مع وديع حداد.
- 26 أكتوبر 1995 - اغتيل فتحي الشقاقي رئيس منظمة حركة الجهاد الإسلامي في فلسطين حيث تم إطلاق النار عليه وقتله أمام فندق في مالطا.
- 6 يناير 1996 - اغتيل يحيى عياش الملقب بالمهندس وهو عضو في منظمة حماس حيث تم اغتياله في قطاع غزة عن طريق تفجير جهازه الخلوي.
- 25 سبتمبر 1997 - محاولة اغتيال خالد مشعل في الأردن عبر تسميمه.

## 2000 – 2009
- 22 نوفمبر 2000 - اغتيال جمال عبد الرازق مسؤول قيادي في حركة فتح حيث تم قتله مع ثلاث أعضاء آخرين عندما تم إطلاق النار عليهم من قبل القوات الإسرائيلية في غزة.
- 31 ديسمبر 2000 - اغتيال ثابت ثابت في طولكرم، وهو المسؤول البارز في حركة فتح.
- 3 يناير 2001 - مسعود عياد وهو مقدم في القوة 17 حيث تم اغتياله وهو يقود سيارة في مخيم جباليا في غزة من خلال إطلاق صواريخ من ثلاث طائرات مروحية.[6]
- 31 يوليو 2001 - جمال منصور وهو قيادي بارز في جناح حماس السياسي في الضفة الغربية، اغتيل من خلال ضرب مكتبه بصاروخ أطلق من طائرة مروحية.[7]
- 31 يوليو 2001 - جمال سليم وهو قيادي بارز في جناح حماس السياسي في الضفة الغربية، اغتيل بضرب مكتبه بصاروخ أطلق من طائرة مروحية.[7]
- 20 أغسطس 2001 - عماد أبو سنينه وهو قائد في تنظيم فتح، اغتيل بإطلاق النار عليه في الخليل.[8]
- 27 أغسطس 2001 أُغتيل ابو علي مصطفى أمين عام الجبهة الشعبية لتحرير فلسطين بقصف جوي إسرائيلي استهدف مكتبه في مدينة البيرة.[9]
- 23 نوفمبر 2001 (محمود أبو هنود) قائد كتائب الشهيد عز الدين القسام في الضفة الغربية والمطلوب رقم 1، اغتيل باستهداف الطائرات الاسرائليه لسيارته شمال مدينة نابلس مع اثنين من مرافقيه.
- 14 يناير 2002 - اغتيال رائد الكرمي في طولكرم، وهو القائد العام لكتائب شهداء الأقصى.
- 22 مايو2002 - محمود الطيطي زعيم كتائب شهداء الأقصى ومؤسسها في نابلس، اغتيل في نابلس
- 3 مارس2002 - حكم أبو عيشة قائد كتائب شهداء الأقصى ومؤسسها في نابلس، اغتيل في مخيم بلاطة /نابلس.
- 11 أبريل 2002 - اغتيال رياض بدير قائد معركة مخيم جنين، وهو من مدينة طولكرم.
- 24 يونيو 2002- ياسر سعيد رزق قائد لواء رفح في كتائب القسام آنذاك.
- 30 يوليو 2002 - مهند الطاهر قائد كتائب عز الدين القسام الجناح العسكري لحركة حماس في منطقة نابلس.
- 22 يوليو 2002 - صلاح شحادة زعيم كتائب عز الدين القسام، اغتيل بمتفجرات بوزن 2205 باوند والتي تم إسقاطها من طائرة إف 16.قتلت زوجته وأولاده التسعة في نفس الهجوم.
- 8 مارس 2003 - إبراهيم المقادمة وثلاث من مساعديه، اغتيلوا من خلال صواريخ أطلقت من طائرة هيليوكيتر فوق مدينة غزة.
- 21 اغسطس 2003 اغتيال القائد البارز في حركة حماس اسماعيل أبو شنب في قصف استهدف سيارته مع مرافقيه.
- 22 مارس 2004 - أحمد ياسين مؤسس وزعيم حماس، اغتيل مع حراسه الشخصيين في قطاع غزة من خلال طائرة أباتشي مقاتلة.
- 17 أبريل 2004 - عبد العزيز الرنتيسي مؤسس وزعيم حماس وخليفة أحمد ياسين الزعيم السابق لحماس بعد استشهاده، اغتيل بصواريخ أطلقت من طائرة هيليوكبتر حيث تم استهدافه مع ابنه وقتلهما معاً.
- 26 سبتمبر 2004 - عز الدين الشيخ خليل، اغتيل في دمشق عاصمة سوريا
- 21 أكتوبر 2004 - اغتيال عدنان الغول وهو خبير سلاح في منظمة حماس بالإضافة إلى عماد عباس حيث قتلا بصواريخ أطلقتها طائرة أباتشي على سيارتهم.
- 13 ديسمبر 2004- اغتيال إحسان شواهنة وهو قائد عسكري في منظمة حماس برصاص قوة خاصة إلى مدينة نابلس.
- 23 أكتوبر 2007- اغتيال نائب الأمين العامل لجان المقاومة الشعبية في فلسطين ومستشار وزير الداخلية مبارك الحسنات في غزة بثلاث صواريخ

هذه قائمة بأبرز الاغتيالات الإسرائيليّة من الفترة الممتدة من الأول من كانون الثاني/يناير 2000 حتى الواحد والثلاثين من كانون الأول/ديسمبر 2009 (العقد الأول من القرن الحادي والعشرين). لا تشملُ هذه القائمة جميع الاغتيالات الإسرائيليّة، بل الاغتيالات التي طالت شخصيّات بارزة فقط على غِرار قادة الفصائل الفلسطينيّة بما في ذلك القادة الميدانيون الأبرز أو شخصيّات سياسة أو أدبيّة وغيرهم ممّن لهم شهرة وملحوظيّة.
| الصورة | الاسم            | تاريخ الاغتيال (العُمر)  | مكان الاغتيال | معلومات إضافيّة |
| 2008   | 2008             | 2008                    | 2008          | 2008 |
| ------ | ---------------- | ----------------------- | ------------- | --- |
|        | عماد مغنية       | 12 فبراير 2008 (45 سنة) | دمشق          | يُعتبر عماد فايز مغنية أحد أهم القادة العسكريين لحزب الله اللبناني وقد اغتالتهُ إسرائيل في الثاني عشر من شباط/فبراير 2008 حينما فجَّرت سيارتهُ في العاصمة السوريّة دمشق. |
|        | إبراهيم أبو علبة | 14 أبريل 2008 (43 سنة)  |               | يُعدُّ إبراهيم أبو علبة أحد مؤسّسي كتائب المقاومة الوطنية الذراع العسكري للجبهة الديمقراطية لتحرير فلسطين وقائدها في الشمال كما كانّ عضوًا في القيادة المركزية للجبهة الديمقراطية. اغتيلَ إبراهيم أثناء عودته إلى بيته عبرَ صاروخين أطلقتهن طائرة استطلاع إسرائيليّة بعد عمليّة استخباراتيّة شاركَت فيها قوات خاصّة بإشرافٍ من قادة عسكريون في تل أبيب. |
|        | محمد سليمان      | 2 أغسطس 2008 (49 سنة)   | دمشق          | كانَ محمد سليمان مستشارًا أمنيًا للرئيس السوري بشار الأسد وأصبحَ في وقتٍ ما ضابطًا مهندسًا وقياديًا في الحرس الجمهوري السوري في الكتيبة التي كان يرأسها باسل الأسد الذي كان قريبًا منه. اغتيلَ محمّد على يدِ المخابرات الإسرائيليّة في مدينةِ طرطوس بالساحل السوري، في الثاني من آب/أغسطس 2008 في ظروفٍ وُصفت بالغامضة حينها. |
| 2009   |                  |                         |               | |
|        | نزار ريان        | 1 يناير 2009 (49 سنة)   | جباليا        | كانَ نزار عبد القادر محمد ريان العسقلاني ويُعرف باسمِ نزار ريان داعية إسلامي وسياسي وأستاذ جامعي عدا عن كونهِ قائد سياسي وعسكري في حركة حماس. إلى جانبِ عمله مع حركة المقاومة الفلسطينيّة فقد كان نزار يُدرّس مادة الشريعة بكلية أصول الدين بالجامعة الإسلامية بغزة. اغتيلَ ريان خلالَ الحرب الإسرائيلية على غزة عام 2009 في قصفٍ جوي إسرائيلي طالَ منزله في مخيّم جباليا ففارقَ الحياة مع زوجاته الأربعة وإحدى عشر من أبنائه وبناته تتراوحُ أعمارهم ما بين العامين والإثني عشر عامًا. |
|        | أبو زكريا الجمال | 3 يناير 2009 (50 سنة)   | غزة           | كانَ أبو زكريا الجمال سياسيًا وعسكريًا بارزًا في فلسطين وخاصّة في حركة حماس وذراعها العسكري كتائب القسّام. اغتالتهُ قوات الاحتلال الإسرائيلي في الحرب الإسرائيلية على قطاع غزة مع بدايةِ عام 2009 وذلك بعدما أغارت على موقعهِ في مدينة غزّة طائرة حربيّة إسرائيليّة. الجمال هو ثاني قيادي بارز تغتالهُ إسرائيل خلال حربها على غزّة أواخر عام 2008 حتى بداية عام 2009 وذلك بعد السياسي والقيادي البارز الأول نزار ريان.                                                               |
|        | سعيد صيام        | 15 يناير 2009 (49 سنة)  | جباليا        | شغلَ سعيد محمد شعبان صيام منصب وزير الداخلية في أول حكومة لحركة حماس كما كانَ نائبًا في المجلس التشريعي الفلسطيني فضلًا عن كونه أحد أبرز قادة حماس السياسيين في القطاع. اغتالتهُ إسرائيل معَ بداية عام 2009 حينما استهدفت طائرة من نوع إف 16 تتبعُ القوات الجويّة الإسرائيلية منزل شقيقه ففارقَ الحياة رفقة نجله محمّد وشقيقه وزوجة شقيقه، بالإضافة إلى عددٍ من الفلسطينيين الذين كانوا متواجدين في مكان الغارة.                                                                  |
|        | خالد شعلان       | 4 مارس 2009 (23 سنة)    | بيت لاهيا     | كانَ خالد شعلان قياديًا بارزًا في صفوفِ سرايا القدس وخاصّة لواء الشمال في غزّة وقد خاضَ عددًا من الحروب ضدّ إسرائيل على مرّ السنوات. اغتالت القوات الجوية الإسرائيلية شعلان وزميلينِ له في غارة جوية استهدفَت السيّارة التي كانت تقلّهم ومع أنّ بعضًا منهم قفزوا منها لكنهم أُصيبوا بجروح خطيرة وفارقوا الحياة لاحقًا بمن فيهم خالد. |

## 2010 – 2019
هذه قائمة بأبرز الاغتيالات الإسرائيليّة من الفترة الممتدة من الأول من كانون الثاني/يناير 2010 حتى الواحد والثلاثين من كانون الأول/ديسمبر 2019 (العقد الثاني من القرن الحادي والعشرين). لا تشملُ هذه القائمة جميع الاغتيالات الإسرائيليّة، بل الاغتيالات التي طالت شخصيّات بارزة فقط على غِرار قادة الفصائل الفلسطينيّة بما في ذلك القادة الميدانيون الأبرز أو شخصيّات سياسة أو أدبيّة وغيرهم ممّن لهم شهرة وملحوظيّة.
| الصورة                      | الاسم            | تاريخ الاغتيال (العُمر)     | مكان الاغتيال | معلومات إضافيّة |
| 2010                        | 2010             | 2010                       | 2010          | 2010 |
| --------------------------- | ---------------- | -------------------------- | ------------- | --- |
|                             | محمود المبحوح    | 19 يناير 2010 (49 سنة)     | دبي           | كانَ محمود المبحوح أحد قادة كتائب عز الدين القسام. تعتبرهُ إسرائيل مسؤولًا عن خطف وقتل جندييْن إسرائيليين خلال الانتفاضة الفلسطينية الأولى ومسؤولًا عن تهريب الأسلحة. اغتيلَ المبحوح في مدينة دبي بدولة الإمارات العربيّة المتحدة بعد صعقه كهربائيًا داخل غرفته ومن ثم جرى خنقه حتى لفظَ أنفاسه على يدِ «مرتزقة» يتبعون الاستخبارات الإسرائيليّة. |
|                             | عيسى البطران     | 14 أغسطس 1973 (-37 سنة)    | مخيم النصيرات | كان عيسى عبد الهادي البطران قياديًا ميدانيًا بارزًا في كتائب القسام التابعة لحركة حماس، كما أنّه الذي يقفُ خلفَ تأسيس المكتب الإعلامي للقسّام بمخيم البريج. نجا عيسى من عدّة محاولات اغتيال سابقة كما فقد زوجته وخمسة من أبناءه خلال معركة الفرقان حينما أغارت طائرات إسرائيليّة بعددٍ من الصواريخ على منزله. اغتيلَ عيسى هو الآخر على يدِ طائرة إسرائيليّة قصفت المكان الذي كان يستريحُ فيه في مخيم النصيرات بمحافظة دير البلح. |
|                             | إياد شلباية      | 17 سبتمبر 2010 (35 سنة)    | طولكرم        | كانَ إياد أسعد أحمد شلباية قائدًا عسكريًا بارزًا في كتائب القسّام كما كانَ قياديًا في الحركة الأمّ حركة حماس. يُعتبر إيّاد من أوائل من خاضوا انتفاضة الأقصى (الانتفاضة الفلسطينية الثانيّة) إلى حينِ اغتياله على يدِ جيش الاحتلال الإسرائيلي عقبَ عمليّة عسكرية موسَّعة شملت مدينة طولكرم ومدن أخرى في الضفة الغربية. |
|                             | نشأت الكرمي      | 8 أكتوبر 2010 (33 سنة)     | الخليل        | كانَ نشأت نعيم سليم الكرمي قائدًا عسكريًا فلسطينيًا كبيرًا بل وصفتهُ عدّة مصادر بأنّه أحد أبرز المهندسين في حركة حماس، كما تُشير له مصادر عبريّة باسمِ «المهندس». كان نشأت قائدًا لكتائب القسام في الضفة الغربية، وأصبحَ في وقتٍ ما ضمن القائمة الأولى للمطلوبين لدى تل أبيب وذلك بعدما قادَ عدّة عمليات وسيَّر عمليات فدائيّة أخرى طالت الجيش الإسرائيلي الذي اغتالهُ في الثامن من تشرين الأول/أكتوبر 2010 خلالَ عملية عسكرية واسعة، بعدما كانَ قد نجا قبلها من محاولة اغتيال سابقة في الرابع من أيّار/مايو 2004 أدَّت إلى إصابته بجروح خطيرة.                                                 |
|                             | إسلام ياسين      | 17 نوفمبر 2010 (غير معروف) | قطاع غزة      | اغتيلَ إسلام ياسين خلالَ غارة جويّة نفذتها إسرائيل على مكانٍ ما في قطاع غزة. كانَ إسلام أحد أبرز القياديين في جيش الإسلام واعتبرتهُ تل أبيب المساعد الأيمن لقائد التنظيم ممتاز دغمش كما اتهمتهُ بالتخطيطِ للقيام بعملية اختطاف مواطنين إسرائيليين في شبه جزيرة سيناء. |
| 2011                        |                  |                            |               | |
|                             | تيسير أبو سنيمة  | 29 أبريل 2011 (28 سنة)     | غزة           | كانَ تيسير سعيد سليمان أبو سنيمة قياديًا بارزًا في كتائب القسام الجناح العسكري لحركة المقاومة الإسلامية حماس حيثُ شارك وأشرف على عدة عمليات قتالية وكان أهمها مشاركته بعملية الوهم المتبدد التي نتجَ عنها أسر الجندي الإسرائيلي جلعاد شاليط. اغتيلَ تيسير على يدِ جيش الاحتلال الإسرائيلي عبرَ صاروخٍ موجه أُطلقَ من طائرة حربية إسرائيلية استهدفَ المكان الذي كان يتواجد فيه في مدينة غزة. |
|                             | اسماعيل الأسمر   | 24 أغسطس 2011 (36 سنة)     | رفح           | اغتالَ الطيران الحربي الإسرائيلي إسماعيل الأسمر عبرَ غارة جويّة استهدفت السيارة التي كان يستقلّها في منطقة تل السلطان برفح جنوب قطاع غزة. كانَ الأسمر عضوًا بارزًا في حركة الجهاد الإسلامي باعتبارهِ ضمن أبرز القادة الميدانيين لسرايا القدس ذراع حركة الجهاد العسكري. |
|                             | حسن طهراني مقدم  | 11 ديسمبر 2011 (52 سنة)    | طهران         | يُعتبر حسن طهراني مقدم ضمنَ أبرز الشخصيّات العاملة في صناعة الصواريخ الإيرانية عدا عن كونهِ مؤسس وحدات المدفعية لصورايخ الحرس الثوري الإيراني خلال الحرب العراقية الإيرانية. صمَّم طهراني عددًا من نُسخ صواريخ شهاب وساهمَ في صناعة أو تطوير صواريخ أخرى يُكنّى لدى كثر بـ «أب البرنامج الصاروخي الإيراني». قُتل طهراني خلال انفجارٍ كبيرٍ هزَّ أحد الأماكن في طهران، وقُتل معه العشرات من الحرس الثوري. رفضت طهران بدايةً الاعتراف بأنّ الهجوم يقفُ خلفه الموساد مدعيةً أنّه «مجرد انفجار في مستودعٍ للذخيرة» وذكرت عددٌ من المصادر الصحفيّة والسياسيّة لاحقًا أن تل أبيب هي من شنّت الهجوم فعلًا. |
| 2012                        |                  |                            |               | |
|                             | مصطفى أحمدي روشن | 11 يناير 2012 (32 سنة)     | طهران         | كانَ مصطفى أحمدي روشن عالمًا نوويًا إيرانيًا وأستاذًا جامعيًا، وقد اغتيلَ عبر قنبلةٍ أُلصقت بسيارته من قِبل راكبي دراجة نارية في أحدِ شوارع العاصِمة الإيرانيّة طهران. جاءَ هذا الاغتيال بعد يومٍ واحدٍ فقط من إعلان قائد الجيش الإسرائيلي الجنرال بيني غانتس للجنة برلمانية من أنّ «سنة 2012 ستكون سنة حاسمة بالنسبة لإيران». |
|                             | زهير القيسي      | 9 مارس 2012 (غير معروف)    | غزة           | كانَ زهير القيسي يشغلُ منصب الأمين العام للجان المقاومة الشعبيّة بغزة وقد اغتيلَ على يدِ سلاح الجوّ الإسرائيلي حينما قصفَ السيّارة التي كان يستقلّها في حيّ تل الهوى غرب مدينة غزة. |
|                             | محمود الحنني     | 9 مارس 2012 (غير معروف)    | غزة           | يُعتبر محمود الحنني أحد أبرز قادة اللجان الشعبية في غزة. أُبعدَ من مدينة نابلس في الضفة الغربية فاستقرَّ مدينة غزة وظلَّ هناك سنوات عدّة قبل أن تغتالهُ إسرائيل في نفس القصف الذي طالَ سيّارة في حي تل الهوى والذي راحَ فيهِ القيسي أيضًا. |
|                             | أحمد الجعبري     | 14 نوفمبر 2012 (51 سنة)    | غزة           | كانَ الجعبري نائب القائد العام لكتائب القسام الجناح العسكري لحركة حماس، بل عُدَّ القائد الفعلي للكتائب على الأرض حتى اغتياله حيثُ كان يُطلق عليه رئيس أركان حركة حماس. نجا من عدة محاولات اغتيال بما في ذلك قصف منزله في الحرب على غزة عام 2012، قبل أن تغتاله الطائرات الجويّة الإسرائيليّة بمساعدةٍ من الموساد عبرَ صاروخٍ استهدف سيّارته في مدينة غزّة. |
| 2013                        |                  |                            |               | |
| لا اغتيالات بارزة أو ملحوظة |                  |                            |               | |
| 2014                        |                  |                            |               | |
|                             | أحمد زعنين       | 22 يناير 2014 (غير معروف)  | قطاع غزة      | كانَ أحمد زعنين عضوًا بارزًا في الجبهة الشعبية لتحرير فلسطين كما كان عضوًا سابقًا في حركة الجهاد الإسلامي. اغتيلَ خلال غارة إسرائيليّة عبرَ طائرة مسيّرة في شمال قطاع غزة وبرَّرت تل أبيب عمليّتها بالقول إنّ زعنين كان يقفُ خلف إطلاق الصواريخ التي طالتها قبل عدّة أشهر. |
|                             | رائد العطار      | 21 أغسطس 2014 (40 سنة)     | رفح           | كان العطار عضوًا بارزًا في المجلس العسكري الأعلى لكتائب الشهيد عز الدين القسام كما كانَ القائد العسكري للواء رفح. اغتيلَ على يدِ جيش الاحتلال الإسرائيلي أثناء الحرب على غزة عام 2014 حينما استهدفت طائرات إسرائيلية بتسعة صواريخ بيتًا مكونًا من خمسة طوابق ما نجمَ عنه مقتل العطار وعدد من المدنيين الآخرين. |
|                             | محمد أبو شمالة   | 21 أغسطس 2014 (40 سنة)     | رفح           | يُعتبر محمد أبو شمالة هو الآخر عضوًا بارزًا في المجلس العسكري الأعلى لكتائب الشهيد عز الدين القسام، وقد اغتيلَ في نفس الضربة التي تسبَّبت في مقتلِ زميله رائد وآخرون. |
| 2015                        |                  |                            |               | |
|                             | جهاد عماد مغنية  | 18 يناير 2018 (26 سنة)     | القنيطرة      | كان جهاد مغنية قياديًا في حزب الله اللبناني وهو أيضًا ابنُ عماد مغنية أحد كبار القادة العسكريين للحزب. قُتل جهاد مع خمسة رفاقٍ له في غارة إسرائيلية على موكب لهم في محافظة القنيطرة بدولة سوريا في فاتح كانون الثاني/يناير 2015. |
|                             | سمير القنطار     | 19 مارس 2015 (53 سنة)      | دمشق          | يُوصف القنطار بـ «عميد الأسرى المحررين اللبنانيين» لطول الفترة التي قضاها سجينًا لدى إسرائيل (من 1980 حتى 2008). اغتيلَ سمير في العاصِمة السوريّة دمشق على يدِ طائرات حربيّة إسرائيليّة قصفت المبنى السكّني الذي كان يُقيم فيه القنطار حينها وآخرون. |
| 2016                        |                  |                            |               | |
|                             | محمد الزواري     | 15 ديسمبر 2016 (49 سنة)    | صفاقس         | كان الزواري مهندسًا تونسيًا حيثُ أشرفَ على مشروع تطوير صناعة الطائرات بدون طيار في وحدة التصنيع في كتائب القسام ولعب دورًا مهمًا في صناعةِ طائرة أبابيل1 التي استخدمتها الحركة القساميّة لأول مرة في معركة العصف المأكول عدى عن مشاريع أخرى. اغتاله جهاز الموساد الإسرائيلي في مدينة صفاقس في منتصف كانون الأول/ديسمبر عبرَ قاتلان اعترضا طريقه من خلال شاحنة صغيرة وبدآ في إطلاق الرصاص عليها بشكل كثيف فاستقرَّت ثلاثُ رصاصاتٍ في منطقة الصدر والرأس ليُفارق الحياة حينها. |
| 2017                        |                  |                            |               | |
|                             | مازن فقهاء       | 24 مارس 2017 (37 سنة)      | غزة           | كانَ مازن فقهاء من بينِ قادة كتائب الشهيد عز الدين القسام في الضفة الغربية وقد اعتُقل في سجون تل أبيب قبل أن يخرجَ ضمن صفقة وفاء الأحرار لكنّ الاحتلال الإسرائيلي اغتاله في الربعِ الأول من عام 2017 عبرَ جواسيس وعملاء في مدينة غزة. |
| 2018                        |                  |                            |               | |
|                             | فادي البطش       | 21 أبريل 2018 (35 سنة)     | كوالالمبور    | كان فادي البطش عالمًا فلسطينيًا ينحدرُ من مدينة جباليا في قطاع غزة وهو حاصلٌ على شهادة الدكتوراه في الهندسة الكهربائية كما كانَ محاضرًا في جامعة كوالالمبور ولديه براءة اختراع في زيادة كفاءة شبكات الطاقة الكهربائية فضلًا عن اختراعات أخرى. اغتيلَ البطش على يدِ «مجهولَين» يستقلّان دراجة نارية أطلقا عليهِ عشر رصاصات أثناء توجهه لصلاة الفجر مما أدى إلى مقتله على الفور وتبيّن لاحقًا أنّ المهاجمَين لهما صلة بالموساد الإسرائيلي. |
| 2019                        |                  |                            |               | |
|                             | بهاء أبو العطا   | 12 نوفمبر 2019 (41 سنة)    | الشجاعية      | يُعدُّ بهاء أبو العطا من أبرز القادة العسكريين والميدانيين لسرايا القدس الذراع العسكري لحركة الجهاد الإسلامي في قطاع غزة. اغتِيلَ وزوجته جرّاء قصفٍ صاروخي مُركّزٍ طالَ منزلهِ في حيّ الشجاعية بمدينة غزة صبيحة الثاني عشر من تشرين الثاني/نوفمبر على يدِ طائرات الاحتلال الإسرائيلي. |

## 2020 – 2024
هذه قائمة بأبرز الاغتيالات الإسرائيليّة من الفترة الممتدة من الأول من كانون الثاني/يناير 2020 حتى الواحد والثلاثين من كانون الأول/ديسمبر 2029 (العقد الثالث من القرن الحادي والعشرين). لا تشملُ هذه القائمة جميع الاغتيالات الإسرائيليّة، بل الاغتيالات التي طالت شخصيّات بارزة فقط على غِرار قادة الفصائل الفلسطينيّة بما في ذلك القادة الميدانيون الأبرز أو شخصيّات سياسة أو أدبيّة وغيرهم ممّن لهم شهرة وملحوظيّة.
| الصورة | الاسم            | تاريخ الاغتيال (العُمر)  | مكان الاغتيال | معلومات إضافيّة |
| 2020   | 2020             | 2020                    | 2020          | 2020 |
| ------ | ---------------- | ----------------------- | ------------- | --- |
|        | محسن فخري زاده   | 27 نوفمبر 2020 (62 سنة) | أبسرد         | كانَ محسن فخري زاده مهابادي عالِمًا نوويًا بل عُدَّ في بعض المصادر العالِم النووي الأرفع في إيران ويُوصَف بأنه «أبو البرنامج النووي» هناك. اغتيلَ محسن عبرَ بندقيّة ذاتية التدمير وُضعت في شاحنة وزنها واحد طنّ هرَّبها 20 عميلًا إلى الداخل الإيراني وهناك روايات أخرى مختلفة حول الطريقة التي قُتل بها. حمَّلت طهران الموساد الإسرائيلي مسؤوليّة العمليّة وتوعَّدت بالردّ عليها. |
| 2021   |                  |                         |               | |
|        | جمال الزبدة      | 12 مايو 2021 (65 سنة)   | غزة           | كانَ جمال الزبدة مهندسًا ميكانيكًا حيث يحملُ شهادة دكتوراه في الهندسة الميكانيكية وتحديدًا في تخصّص الطيران المدني. أشرفَ جمال على مشروع تطوير صناعة الصواريخ في وحدة التصنيع في كتائب الشهيد عز الدين القسام قبلَ أن يغتاله الجيشُ الإسرائيلي في الثاني عشر من أيّار/مايو خلال أحداث معركة سيف القدس. |
| 2022   |                  |                         |               | |
|        | شيرين أبو عاقلة  | 11 مايو 2022 (51 سنة)   | جنين          | شيرين أبو عاقلة هي صحفيّة فلسطينيّة كانت تعملُ لدى قناة الجزيرة وقد اغتالها جيشُ الاحتلال الإسرائيلي صبيحة الحادي عشر من أيّار/مايو حينما كانت تُغطّي اقتحامًا لمدينة جنين. خلَّف مقتلُ الصحفيّة الفلسطينيّة ضجّة كبيرة وردود فعلٍ على مستوى العالَم، وقد أثبتت النيابة العامّة في تحقيقها أنّ جنودًا من جيش الاحتلال كانوا متمركزين على مقربةٍ من شيرين من اغتالوها. |
|        | تيسير الجعبري    | 5 أغسطس 2022 (50 سنة)   | غزة           | كان الجعبري قياديًا بارزًا في حركة الجهاد الإسلامي فهو القيادي العسكري للمنطقة الشمالية في سرايا القدس الذارع العسكري للجهاد وقد اغتيلَ على يدِ قوات الاحتلال الإسرائيلي عشيّة السابع من آب/أغسطس 2022 في هجومٍ أطلقت عليهِ تل أبيب اسمَ عمليّة الفجر الصادق. |
|        | خالد منصور       | 7 أغسطس 2022 (46 سنة)   | رفح           | يُعتبر خالد منصور هو الآخر قياديًا بارزًا في حركةِ الجهاد الإسلامي فهو القائد العسكري للمنطقة الجنوبية في سرايا القدس التي تتبعُ حركة الجهاد. اغتيلَ منصور ليلة السابع من آب/أغسطس في غارة إسرائيليّة استهدفت عددًا من المنازل في مدينة رفح حيث أَعلن الدفاع المدني المحلّي للمدينة عن وفاته بعد ساعات من الحفرِ تحت الأنقاض. |
|        | إبراهيم النابلسي | 9 أغسطس 2022 (18 سنة)   | نابلس         | يُعتبر إبراهيم النابلسي قياديًا بارزًا في كتائب شهداء الأقصى فهو ضمن أبرز القادة الميدانيين للحركة والمسؤول عن عددٍ من الهجمات التي طالت جيش الاحتلال الإسرائيلي في مدينة نابلس في أوقات مختلفة. صارَ النابلسي ضمنَ أكثر المطلوبين لتل أبيب وبعد محاولتي اغتيال فاشلتين سقطَ إبراهيم في الثالثة حينما اغتيلَ ورفيقين له على يدِ الجيش الإسرائيلي في منزلٍ كانوا قد تحصّنوا فيه قبل أن يجري قصفه بصاروخٍ محمولٍ على الكتف. |
| 2023   |                  |                         |               | |
|        | أمير أبو خديجة   | 23 مارس 2023 (24 سنة)   | طولكرم        | كانَ أمير عماد أمين أبو خديجة قائدًا ميدانيًا بارزًا في مدن الضفة فهو قائد كتيبة طولكرم العسكرية ومؤسِّس مجموعة الرد السريع فيها، كما أصبحَ في وقتٍ ما ضمنَ قائمة أبرز المطلوبين لإسرائيل، إذ اتهمته الأخيرة بتنفيذ وتوجيه سلسلة هجمات إطلاق نار على المستوطنات الإسرائيلية وعلى قوات الجيش الإسرائيلي. بعد مطاردة وملاحقة طويلة لأبو خديجة من قبل إسرائيل، تمكَّنت قوات إسرائيلية خاصة من اغتياله بمساندة وحدات المستعربين والشاباك وجيش الدفاع وحرس الحدود في عملية عسكرية خاصّة حاصَرت خلالها منزل يتحصَّنُ فيه في عزبة شوفة الضاحية الجنوبية لمدينة طولكرم صباح يوم الخميس الموافق لـ 23 من مارس/آذار 2023 تزامنًا معَ اليوم الأول من شهر رمضان. |
|        | جهاد الغنام      | 9 مايو 2023 (62 سنة)    | رفح           | كانَ جهاد شاكر الغنام قياديًا بارزًا في صفوف حركة الجهاد الإسلامي في فلسطين كما شغلَ منصب أمين سر حركة سرايا القدس الذراع العسكري للجهاد إلى حين اغتياله في عمليّة مشتركة بين الجيش الإسرائيلي وجهاز الشاباك عبر غارة جويّة استهدفت منزله في مدينة رفح ففارقَ الحياة رفقة زوجته. |
|        | خليل البهتيني    | 9 مايو 2023 (44 سنة)    | غزة           | اغتيلَ خليل صلاح البهتيني هو الآخر في نفس العمليّة التي اغتالت فيها إسرائيل الغنام وقيادي ثالث هو طارق محمد عز الدين. خليل هو قيادي بارز في حركة الجهاد الإسلامي، فهو عضوُ المجلس العسكري كما أنه قائد المنطقة الشمالية في سرايا القدس، وله دورٌ بارزٌ في تأسيس جهاز أمن السرايا فضلًا عن قيادته في وقتٍ ما الإعلام الحربي لنفس الحركة كما أسهمَ في تطوير المنظومة الإعلامية بها. جديرٌ بالذكرِ هنا أنَّ خليل خَلَفَ القيادي الآخر الذي اغتالته إسرائيل عام 2022 تيسير الجعبري. |
|        | طارق عز الدين    | 9 مايو 2023 (48 سنة)    | غزة           | اغتالت إسرائيل القيادي في حركة الجهاد طارق عز الدين خلال العمليّة العسكرية التي سمَّتها عملية السهم الواقي. طارق كان محكومًا لدى تل أبيب بالسجن المؤبد منذُ عام 2002 لدوره في توجيه عملية الخضيرة (2001). قضى من محكوميّته نحو 13 عامًا، إلى أن حُرّر ضمنَ الصفقة التي عُرفت باسمِ صفقة وفاء الأحرار. كان طارق مسئول مكتب إعلام الضفة في حركة الجهاد الإسلامي والناطق باسمها في الضفة، ومن أبرز الوجوه الإعلامية للمقاومة الفلسطينية، فضلًا عن إشرافه على العديد من العمليات العسكرية ضد إسرائيل. |
|        | علي غالي         | 11 مايو 2023            | خان يونس      | كانَ علي غالي عضوًا في المجلس العسكري لحركة سرايا القدس ومسؤولُ الوحدة الصاروخية للحركة، لكنّه اغتيلَ في الحادي عشر من أيار/مايو عام 2023 بعد غارة جوية إسرائيلية استهدفت موقعه في مدينة خان يونس ضمنَ عملية السهم الواقي، وكانت تل أبيب قد اتهمَت غالي بالمشاركة في توجيه وتنفيذ عمليات إطلاق الصواريخ نحو إسرائيل. |
|        | جهاد شحادة       | 6 نوفمبر 2023 (24 سنة)  | طولكرم        | قائد "كتيبة طولكرم - الرد السريع"، وأحد مؤسسيها، وأحد أبرز المطلوبين لإسرائيل ضمن قائمة الاغتيال. اغتالته قوات إسرائيلية خاصة في اليوم الـ 31 لمعركة "طوفان الأقصى". |
| 2024   |                  |                         |               | |
|        | صالح العاروري    | 2 يناير 2024 (57 سنة)   | بيروت         | اغتيل صالح العاروري في بيروت، مساء يوم الثلاثاء 20 جُمادى الآخرة 1445هـ الموافق 2 يناير (كانون الثاني) 2024م، عن عمر ناهز السابعة والخمسين بعد 88 يومًا على بدء معركة طوفان الأقصى، إثر غارة جوية إسرائيلية استهدفت مكتبًا لحركة حماس في المشرفية بضاحية بيروت الجنوبية، وأسفرت عن مقتله. |
|        | فائق المبحوح     | 18 مارس 2024            | غزة           | رئيس مديرية العمليات التابعة لجهاز الأمن الداخلي بحماس حيث ارتقى إثر تبادل لإطلاق النار مع القوة الإسرائيلية داخل مجمّع مستشفى الشفاء صباح يوم الإثنين 18 مارس 2024 -8 رمضان 1445 هـ. |
|        | إسماعيل هنية     | 31 يوليو2024            | طهران ايران   | إسماعيل هَنِيَّة (1382- 1446 هـ / 1963- 2024 م) سياسي فلسطيني من أبرز قادة حركة حماس السياسيين التي تحكم قطاع غزة مُنذ عام 2007. وهو رئيس المكتب السياسي للحركة من عام 2017 حتى اغتياله في 31 يوليو 2024. ورئيس وزراء فلسطين، من 2006 حتى 14 يونيو 2007، ثم واصل العمل رئيسًا لوزراء ما سُمِّي بالحكومة المقالة بقطاع غزة حتى 1 يونيو 2014. |
|        | يحيى السنوار     | 17 أكتوبر 2024          | غزة           | سياسي ومناضل فلسطيني، شغل منصب رئيس المكتب السياسي لحركة حماس منذ 6 أغسطس 2024، بعد اغتيال إسماعيل هنية. |

## اغتيالات أخرى ملحوظة
هذه قائمةٌ باغتيالات ملحوظة طالت شخصيّات عاديّة من حيثُ الشهرة أو المنصب لكنها خلَّفت الكثير من الضجّة والجدل أو ترتَّب عنها أحداث أخرى مهمّة لاحقة.
| الصورة | الاسم         | تاريخ الاغتيال (العُمر)     | مكان الاغتيال | معلومات إضافيّة |
| ------ | ------------- | -------------------------- | ------------- | --- |
|        | باسل الأعرج   | 6 آذار/مارس 2017           | مخيم قدورة    | كانَ باسل الأعرج ناشطًا ومثقّفًا وباحثًا وصيدليًا فلسطينيًا تخرَّج من إحدى الجامعات المصرية، وقد اشتهر بكتاباته وتنظيره للثورة والمقاومة حتى يوم اغتياله على يدِ قوات الاحتلال الإسرائيليةّ في السادس من آذار/مارس عام 2017. أثارَ اغتيال الأعرج الكثير من الجدل في فلسطين والدول العربيّة وقد أُطلق عليه لقبُ «المثقف المشتبك» بين النشطاء الفلسطينيين. |
|        | أحمد نصر جرار | 6 شباط/فبراير 2018         | اليامون       | كانَ أحمد نصر جرار ينتمي لكتائب القسّام الجناح العسكري لحركة المقاومة الإسلاميّة في فلسطين (حماس) لكنّه لم يكن قياديًا كبيرًا أو بارزًا في الحركة. طارده الجيش الإسرائيلي لأسابيع بعد عدّة محاولات فاشلة للوصول إليه وذلك بُعيدَ اتهامه بتنفيذ عمليّة قتل مستوطنٍ قرب مدينة نابلس شمال الضفّة الغربيّة في شهر كانون الثاني/ يناير 2018. اغتيلَ جرار على يدِ قوات إسرائيليّة خاصّة بعدما حاصرتهُ في بلدة اليامون قُرب مدينة جنين. تحوّل جرّار بعد أحداث المطاردة والاشتباك تلك إلى رمزٍ مقاومٍ داخل الضفّة الغربيّة وخارجها، وقد تم فتح بيوت عزاء له في فلسطين والأردن وسوريا. جديرٌ بالذكرِ هنا أنّ أحمد هو نجل القيادي القسّامي في حركة حماس نصر جرار الذي طاردته القوّات الإسرئيليّة أيضًا في عدّة محاولات فاشلة لأكثر من سنة حتّى اغتالته عام 2002. |
|        | محمد حبالي    | 4 كانون الأول/ديسمبر 2018  | طولكرم        | كانَ محمد حسام عبد اللطيف حبالي يبلغُ من العمر 22 عامًا حين اغتيلَ على يدِ قوات الاحتلال الإسرائيلي عبرَ رصاصات قاتلة أصابته على مستوى الرأس والأطراف السفليّة أثناء غارة في وسط مدينة طولكرم. محمّد من المرضى العقليين وقد أثارت قضيّة اغتياله الكثير من الجدل على المستويين المحلّي والعالَمي. |
|        | أشرف نعالوة   | 13 كانون الأول/ديسمبر 2018 | مخيم عسكر     | اغتالت قوات إسرائيلية خاصة الشاب أشرف نعالوة في مخيم عسكر الجديد في محافظة نابلس وذلك بعد مطاردة استمرَّت 65 يومًا بعد تنفيذه عملية إطلاق نار في مجمع بركان الصناعي الاستيطاني. تسبَّب هذا الاغتيال في ضجّة كبيرة وخلَّف أحداثًا أخرى لاحقة. |
|        | عمر أبو ليلى  | 19 آذار/مارس 2019          | عبوين         | أقدمَت قوات إسرائيلية خاصّة على اغتيالِ الشاب عمر أبو ليلى في بلدة عبوين شمال محافظة رام الله والبيرة وذلكَ بعد مطاردةٍ استمرَّت 60 ساعة بعد تنفيذه عملية إطلاق نار قُرب مدينة سلفيت. أثارَ اغتيال عُمر ضجّة وردود فعل شعبيّة. |

## وصلات خارجية
- Israeli “Hits” On Terrorists, Jewish Virtual Library.